# エバー・アフター
『エバー・アフター』（Ever After）は、1998年のアメリカ映画。グリム童話の『シンデレラ』を脚色したロマンティック・コメディである。全米第1位初登場の大ヒットとなった。

## ストーリー
童話作家のグリム兄弟は、ある日「陛下」と呼ばれる貴婦人の邸宅に招かれる。彼らが集めた民話集を読んだという貴婦人は「灰かぶり姫」の物語に気になる点があると告げる。怪訝そうな貴婦人に対して、兄弟は魔法使いやカボチャの馬車が登場するペローの童話を信じる人もいると一笑し、ガラスの靴や革の靴という説もありどの話が正しいのか判然としないと説明する。そんな兄弟に、貴婦人は「ダニエル」という名の美しい女性の肖像画を紹介し、ダニエルのものだと言うガラスの靴を見せ、話が始まる。
16世紀のフランス。母親を幼い頃に亡くした少女ダニエルは、裕福な農民である父親と、屋敷で働く使用人たちに囲まれて幸せに暮らしていた。ある日父親の再婚によって、ダニエルの継母となる男爵夫人ロドミラがマルガリートとジャクリーヌという二人の娘を連れて屋敷にやって来る。その夜、父親は『ユートピア』を読むようにダニエルに勧めつつ、仕事で長く屋敷をあけることになるからロドミラや義理の姉たちを支えるようにと言い聞かせる。しかし仕事に旅立つその明朝、父親は急な病に倒れ、帰らぬ人となる。
それから10年の月日が流れ、活発な娘に成長したダニエルは、継母のロドミラと義姉妹のマルガリートから召使い扱いされる日々を送っていた。かろうじてジャクリーヌとは仲が良かったが、ロドミラとマルガリートからは尽く冷遇されていた。
ダニエルはある日、政略結婚を迫られ城を抜け出したフランス王子のヘンリーと出会う。ダニエルの屋敷の馬を無断で拝借した詫びとして、ヘンリーから金貨をもらったダニエルは、ロドミラの借金のかたに売られた召使いを取り戻すべく、分不相応な貴族のドレスを着て城に赴く。召使いが奴隷に売られるのを助けようとしている時、ダニエルはヘンリーと再会するが、ヘンリーは貴族の娘の格好をしたダニエルが、先ほど出会った娘であるとは気付かない。ダニエルは父から読めと勧められた『ユートピア』を引用してヘンリーを説得し、召使いを釈放させる。ヘンリーから名前を聞かれたダニエルであったが、貴族と偽って城に入ったことがバレるのを危惧して、とっさに亡き母の名前であるニコール・ド・ランクレ伯爵夫人と名乗る。ダニエルに恋をしたヘンリーは城を訪れていたレオナルド・ダ・ヴィンチに「自分で運命を動かすのだ」と激励される。王子は、テニスやチョコレートなど新しいものが好きで、王になりたくないと思っていたが、「特権を持つ者には義務も課せられる」という情熱的なダニエルに影響され、大学や図書館を建て国民に解放するといった考えまで持つようになる。ダニエルは身分を隠したまま何度も王子と会うが、本当の境遇を告白する機会を失ったまま王子の結婚相手を発表する仮装舞踏会の日を迎えてしまう。
仮装舞踏会当日、ダニエルは王子との関係に気づいたロドミラによって閉じ込められていた。ダ・ヴィンチに助けられたダニエルだったが、身分違いの恋を「鳥が魚を愛してくれても暮らせる場所はない」とあきらめかけていた。ダ・ヴィンチから「羽根をあげる」といわれ、勇気を取り戻したダニエルは母親が残した結婚衣装を着て、背中に両羽をつけて舞踏会に現れる。婚約発表に間に合ったダニエルだったが、ロドミラに羽根をむしられ召使いであると暴露される。傷ついた王子は彼女から離れ、ダニエルは泣きながら城を後にするが、その際に靴の片方を落としてしまう。
舞踏会後、もとの生活に逆戻りとなったダニエルは、ロドミラによって親子ほどの差がある商人ル・ビューに父の遺品と交換で売られる。一方王子はスペイン王女と政略結婚を強いられるが、スペイン王女には想い人がおり、結婚式場で激しく泣き喚く。その姿を見て、自分が本当に愛しているのはダニエルだと気づいた王子は、彼女の救出に急いで向かう。その頃ダニエルは父から鍛えられた剣技があるとル・ビューを脅し、商人の家から自力で脱出していた。救出に来た王子は舞踏会でのことを謝罪し、ダニエルが落としていったガラスの靴を彼女に履かせ、愛の告白をする。その後、ダニエルは王子と結婚し、城にはロドミラとマルグリート、ジャクリーヌが呼び出される。ダニエルが王太子妃となったことによって、彼女に対するロドミラとマルグリートの非道な行いが露見し、またジャクリーヌの証言によってそれが事実であると証明される。ダニエルの慈悲によって刑罰は免れるが、ロドミラとマルグリートは貴族の身分を剥奪され、城の召使い（洗濯係）に降格となった。ジャクリーヌは恋仲であった城の廷臣と結ばれ、屋敷の使用人たちも城へ招かれる。ダニエルと王子は仲間たちに囲まれながら末長く（エバー・アフター）幸せに暮らした。
物語を語り終えた貴婦人は、ダ・ヴィンチが結婚祝いに描いたダニエルの絵は曽祖母の母親の肖像画であるという。グリム兄弟にシンデレラと王子様はおとぎ話ではなく「2人は本当に生きたのだ」と伝えた。

## キャスト
※括弧内は日本語吹替
- ダニエル - ドリュー・バリモア（松本梨香）
- ロドミラ - アンジェリカ・ヒューストン（沢田敏子）
- ヘンリー王子 - ダグレイ・スコット（石川禅）
- 貴婦人“陛下” - ジャンヌ・モロー（稲葉まつ子）
- レオナルド・ダ・ヴィンチ - パトリック・ゴッドフリー（大塚周夫）
- マルガリート - ミーガン・ドッズ（日野由利加）
- ジャクリーヌ - メラニー・リンスキー（佐々木優子）
- フランシス王 - ティモシー・ウェスト（山野史人）
- マリー王妃 - ジュディ・パーフィット（久保田民絵）
- 商人ル・ビュー - リチャード・オブライエン
- オーギュスト - ジェローン・クラッベ（稲葉実）
- グスターブ - リー・イングルビー